# Систематика грибов
Система́тика грибо́в — раздел микологии, занимающийся естественной классификацией грибов. Принципы систематики в микологии базируются на общих принципах биологической систематики.
Грибы являются одним из наиболее сложных для систематики объектов, особенно для создания естественной, филогенетической системы. Научные представления о грибах, об их происхождении и месте в системе живого мира бурно развивались и часто менялись в течение всего периода изучения этих организмов, это отражалось и на систематике. Линней поместил грибы в царство растений, но уже у него были сомнения по этому поводу. В первой половине XIX века Э. Фрис впервые предложил определить грибы в самостоятельное царство, но этот взгляд не находил поддержки учёных почти полтора века, до 1970-х годов. К концу XX века сформировалось представление о том, что и одного царства мало для этих, очень разнообразных по жизненным формам, морфологии и происхождению организмов. Часть отделов переносят из царства Mycota в царства Protozoa и Chromista, введённые в последние годы XX века, и называют «грибоподобными организмами». В начале XXI века система грибов продолжает бурно развиваться, в неё постоянно вносятся коррекции, проводимые на основании результатов комплексного анализа морфологических, цитологических, биохимических и молекулярно-генетических признаков. Поскольку наиболее современные представления в этой области не обладают стабильностью, они не могут быть достаточно полно отражены в учебной литературе, авторы вынуждены отражать компромиссные варианты, основанные на более старых, традиционных представлениях.

## История систематики грибов

### Долиннеевские ботаники и Линней

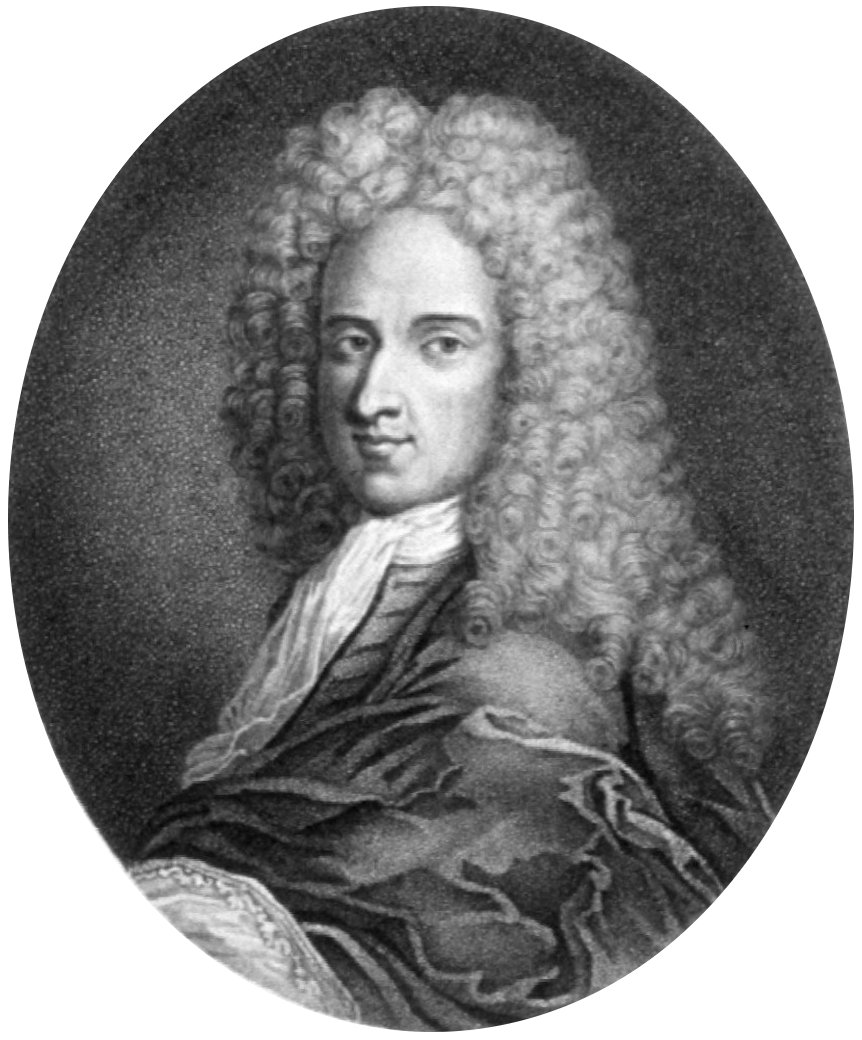
С. Вайян

Грибы — это дьявольское произведение, нарушающее общую гармонию природы, чтобы смущать самых талантливых исследователей и приводить в отчаяние молодых ботаников.
— Себастьян Вайян (1669—1722)
Вплоть до конца XVIII века не существовало каких-либо приемлемых принципов для научной классификации грибов. Грибы разделяли на небольшое число групп, исходя из народной классификации — на пористые и пластинчатые, или даже на съедобные и несъедобные («Большой гербарий», Великобритания, 1526; К. Клузиус, 1601).

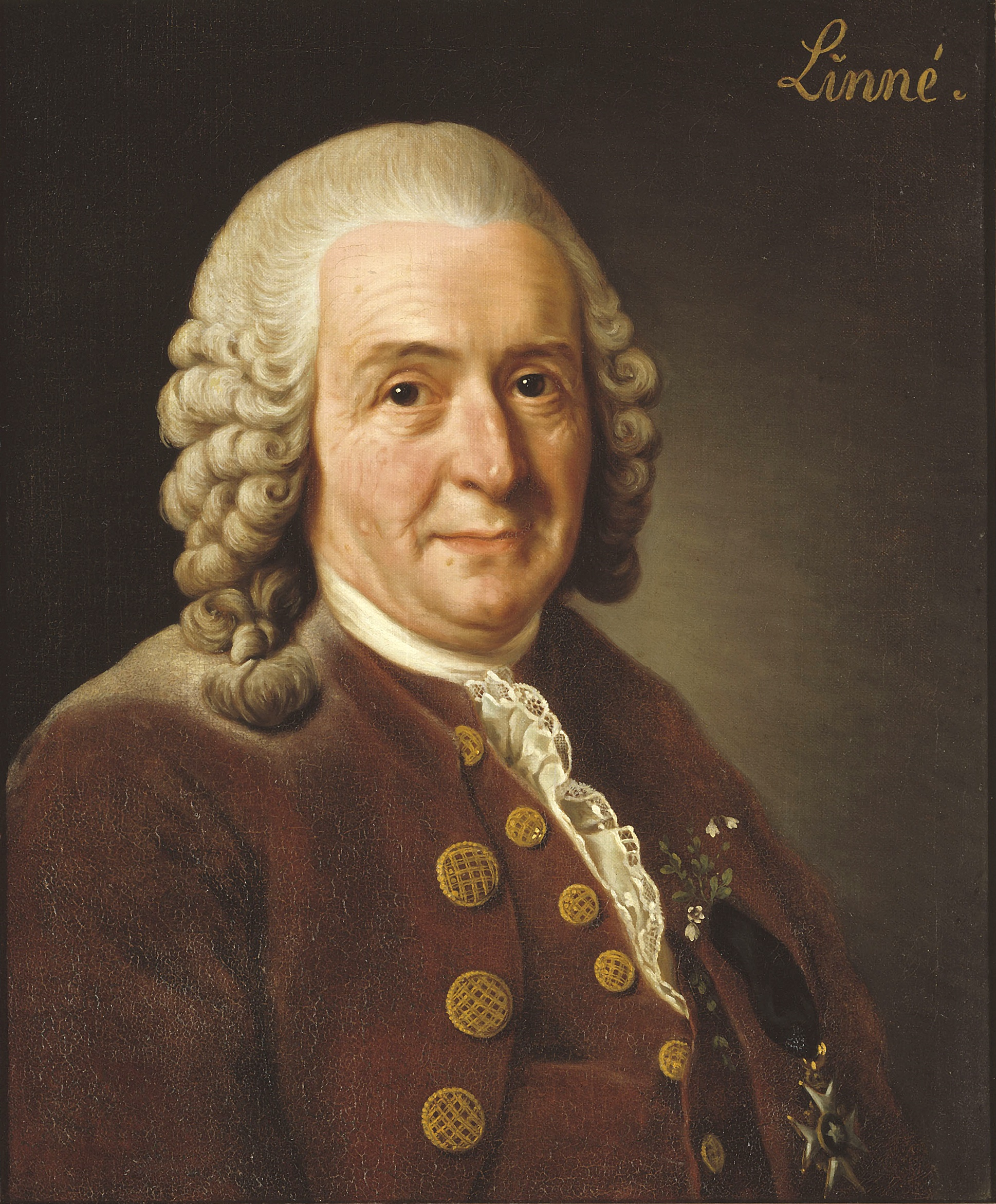
К. Линней

Непонятно было, к какому царству природы относить грибы, их считали травами и кустарниками без цветов и плодов, относили даже к морским животным или к минералам. Карл Линней определил место грибам в последнем классе своей системы, где объединялись под названием «тайнобрачные» все споровые и низшие растения. Ещё долгое время после Линнея грибы не выделяли в отдельное царство, а относили к низшим растениям. Сам Линней называл всю эту группу хаосом, в котором невозможно найти никакой системы. Он описал лишь очень незначительное число родов грибов, разделив их на основании самых грубых признаков — структуры нижней поверхности шляпки (гименофора) и общей формы плодовых тел, фактически повторив народную классификацию. Так, все пластинчатые грибы он определил в род Agaricus, пористые — в род Boletus, а в род Phallus попали как гастеромицеты с фаллюсовидным рецептакулом, так и сморчковые сумчатые грибы.

### Начало трудов над созданием естественной системы

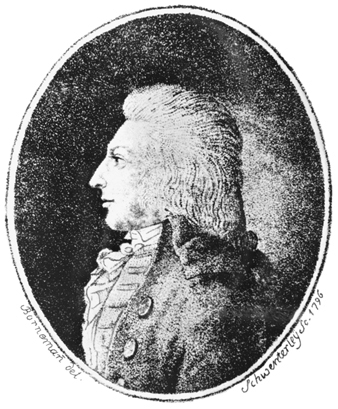
Х. Персон

К началу XIX века было описано уже несколько сотен видов грибов, в том числе плесневых, и уже в 1801 году появилась работа Христиана Персона «Synopsis methodica fungorum», первая попытка разобраться в грибном хаосе и расширить систему Линнея. Персон разделил грибы на два класса, каждый по три порядка, порядки же разбил на семейства. Многие семейства, введённые Персоном, используются и в современной  систематике.
Система грибов Персона:
- CLASSIS I Angiocarpi
  - ORDO I Sclerocarpi
  - ORDO II Sarcocapri
  - ORDO III Dermatocarpi
- CLASSIS II Gymnocarpi
  - ORDO IV Lythothecii
  - ORDO V Hymenophecii
  - ORDO VI Naematophecii

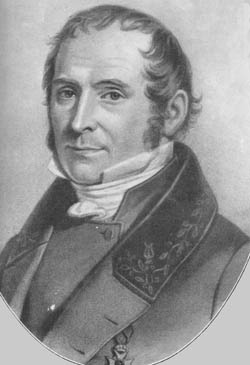
Э. Фрис

Классы Персон определил по признаку местонахождения спороносного слоя: первый класс — грибы закрытые, с внутренним гимением, второй — открытые, с гимением на внешней поверхности. В порядок I вошли грибы с твёрдой стромой, во II — мясистые, в III — с кожистой оболочкой и мякотью, превращающейся в порошок, в IV порядок попали роды Phallus и Clathrus, V был разделён на 6 семейств по признаку строения гимения — агариковые (пластинчатые), болетовые (пористые), гидновые (см. Ежовик) и др. В 6-е семейство (Helvelloidei) этого порядка вошли сморчковые грибы и дрожалки. VI порядок — плесневые грибы, Fungi bissoidei. В то время не был ещё открыт мицелий, его считали самостоятельным организмом — «биссусом», который тоже вошёл в VI порядок системы Персона как род Rhizomorpha с описанием «rigida glabra fibrae aut radiciformis (жёсткие гладкие волокна или корневидный)».

## Принципы таксономии
| Ранги таксонов и пример полной систематики гриба (белый гриб) | Ранги таксонов и пример полной систематики гриба (белый гриб) | Ранги таксонов и пример полной систематики гриба (белый гриб) |
| Ранг                                                          | Окончание номенклатурного термина                             | Приложение к конкретному виду                                 |
| ------------------------------------------------------------- | ------------------------------------------------------------- | ------------------------------------------------------------- |
| Царство (regnum)                                              | -                                                             | Fungi                                                         |
| Подцарство (subregnum)                                        | -                                                             | Dikarya                                                       |
| Отдел (divisio)                                               | -mycota                                                       | Basidiomycota                                                 |
| Подотдел (subdivisio)                                         | -mycotina                                                     | Agaricomycotina                                               |
| Класс (classis)                                               | -mycetes                                                      | Agaricomycetes                                                |
| Подкласс (subclassis)                                         | -mycetidae                                                    | Agaricomycetidae                                              |
| Порядок (ordo)                                                | -ales                                                         | Boletales                                                     |
| Подпорядок (subordo)                                          | -inales, -inae                                                | Boletinae                                                     |
| Семейство (familia)                                           | -aceae                                                        | Boletaceae                                                    |
| Подсемейство (subfamilia)                                     | -oidae                                                        |                                                               |
| Род (genus)                                                   |                                                               | Boletus                                                       |
| Подрод (subgenus)                                             |                                                               |                                                               |
| Секция (sectio)                                               |                                                               |                                                               |
| Подсекция (subsectio)                                         |                                                               |                                                               |
| Ряд, или серия (series)                                       |                                                               |                                                               |
| Подряд, или подсерия (subseries)                              |                                                               |                                                               |
| Вид (species)                                                 |                                                               | Boletus edulis Bull.                                          |
| Подвид (subspecies)                                           |                                                               |                                                               |
| Разновидность (varietas)                                      |                                                               |                                                               |
| Подразновидность (subvarietas)                                |                                                               |                                                               |
| Форма (forma)                                                 |                                                               |                                                               |
| Подформа (subforma)                                           |                                                               |                                                               |